# Witte de Withstraat (Amsterdam)

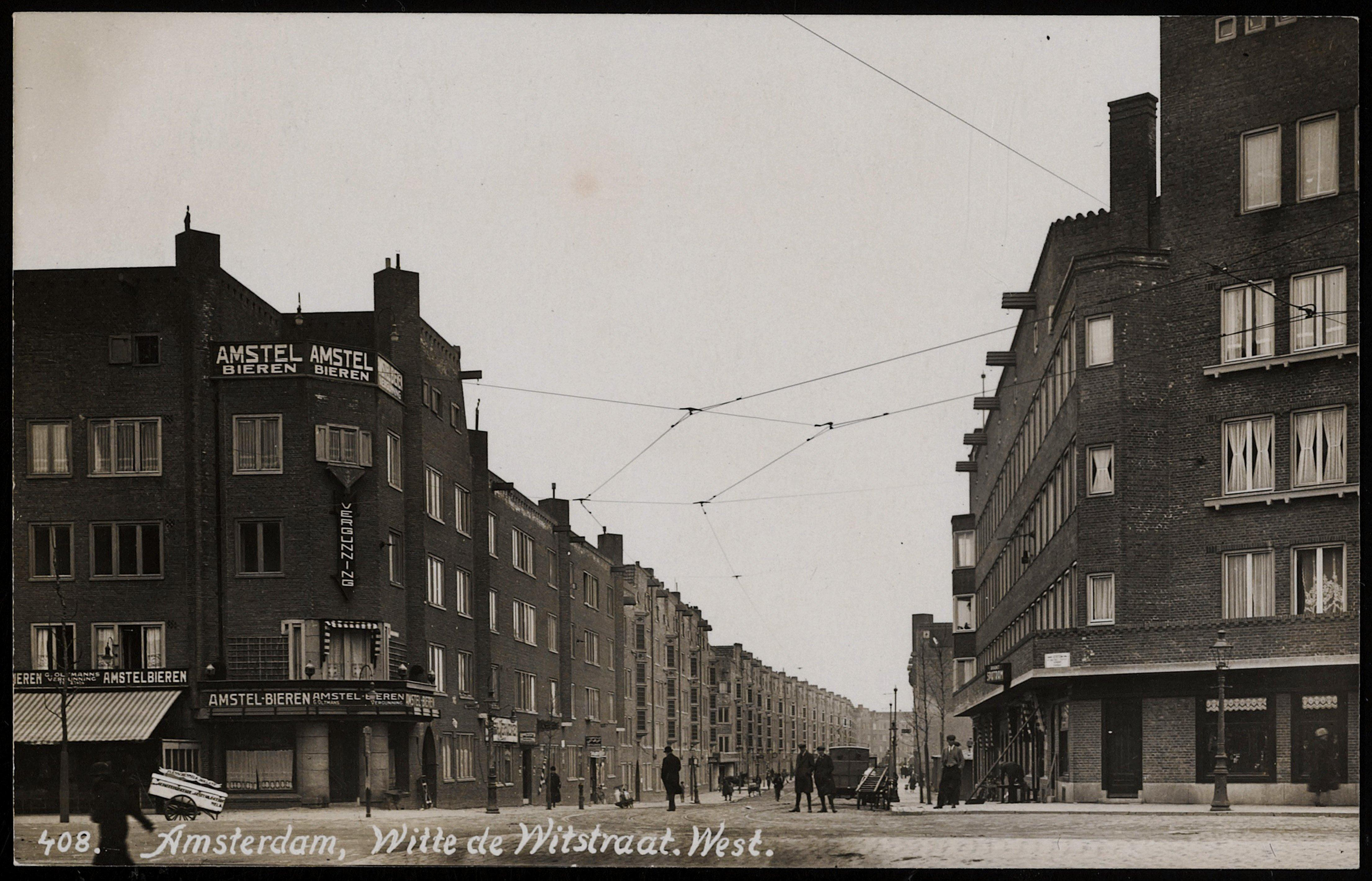
Witte de Withstraat (vanaf de Postjesweg) in 1924

De Witte de Withstraat is een straat in de Admiralenbuurt van Amsterdam-West. De straat loopt vanaf de Postjesweg bij de Kinkerbrug in noordelijke richting tot aan de Jan Evertsenstraat, bij de Admiraal de Ruyterweg. De architectuur wordt gekenmerkt door de Amsterdamse School.
De Witte de Withstraat werd in 1911 vernoemd naar Witte Cornelisz de With (1599-1658), vice-admiraal van Holland en West-Friesland. De straat lag oorspronkelijk in de gemeente Sloten en was onderdeel van de geplande nieuwbouwwijken die door Sloten gepland waren ten westen van de Kostverlorenvaart. Na de annexatie door Amsterdam in 1921 behield de straat zijn naam.
De eerste bebouwing, bij de hoek met de Jan Evertsenstraat, dateert van 1912 maar de huisnummering begin bij de Postjesweg. De rest van de bebouwing, voornamelijk woningen, is uit de periode 1913-1928. Een belangrijk architect was Arend Jan Westerman.
Sinds 1920 was er op een hoek met de Van Kinsbergenstraat een Nieuw-Apostolische kerk (HAZEA), naar ontwerp van de architecten Theo Rueter en Herman Sijmons. In 1985 heeft de NAK dit gebouw verlaten.
Sinds 1989 is hierin een Marokkaanse moskee, an-Nour, gevestigd. Ter hoogte van de huisnummer 78 en 80 bevindt zich sinds 1945 het Oorlogsmonument Witte de Withstraat.

## Openbaar vervoer
Van 1924-2017 reed tramlijn 7 door deze straat, tussen de Postjesweg en de Jan Evertsenstraat. In het nieuwe vervoersplan dat het GVB in 2016 presenteerde, stond een nieuwe route voor lijn 7 beschreven via de Hoofdweg en de Postjesweg. Deze route is in oktober 2017 in gebruik genomen. De oorspronkelijke reden voor deze routewijziging die door het GVB werd gegeven, was kostenbesparing op onderhoud, omdat de wissels Witte de Withstraat/Postjesweg aan vervanging toe waren ondanks de spoorvernieuwing en profielwijziging in de straat zelf in 2012. Later gebruikte het GVB een andere reden, namelijk dat de tram in de Witte de Withstraat te veel oponthoud ondervond.

## WDW 020
Het verdwijnen van de tram uit de straat werd door een groep bewoners aangegrepen om de straat groener en verkeersveiliger te maken. Onder de naam WDW 020 werd plan De Groene Loper Naar De Chassébuurt gepresenteerd. Hierin wordt de straat een 30 kilometerzone en komt er meer groen in de straat. In juli won dit plan De Stem Van West, waarna het in ontwikkeling werd genomen. Medio 2018 werd het plan uitgevoerd.

## Witte de Withplein
In 2009 werd de bebouwing tussen de Witte de Withstraat, de Van Kinsbergenstraat, de Admiralengracht en de Lodewijk Boissotstraat gesloopt, in het kader van het "Stedelijk Vernieuwingsplan Chassébuurt" van het Stadsdeel De Baarsjes. Een open ruimte kreeg de naam Witte de Withplein.